# جاسيك باير
جاسيك باير (بالبولندية: Jacek Bayer)‏ هو لاعب كرة قدم بولندي في مركز الهجوم، ولد في 29 ديسمبر 1964 في بياويستوك في بولندا. شارك مع منتخب بولندا لكرة القدم. أما مع النوادي، فقد لعب مع ياغيلونيا بياويستوك.

## وصلات خارجية
- جاسيك باير على موقع قاعدة بيانات كرة القدم.إي يو (الإنجليزية)
- جاسيك باير على موقع ناشيونال فوتبول تيمز (الإنجليزية)
- جاسيك باير على موقع عالم كرة القدم.نت (الإنجليزية)